# おとんがポックリ残されたうちら
おとんがポックリ残されたうちら（おとんがポックリのこされたうちら）は、吉本興業に所属する実の母子からなる日本のお笑いコンビ。旧コンビ名は、OPNU（オーピーエヌユー）。2014年結成、NSC東京校20期出身。

## メンバー
コハル 桂子（コハル けいこ、1936年1月1日 - ）（89歳）
ボケ担当、立ち位置は向かって左。
本名及び旧芸名は、小春 桂子（読み同じ）。
大阪府出身。その後福岡県、東京都と移住。血液型O型。
趣味はカラオケ、テレビ鑑賞、コスプレ、富士山、生きること。特技は銭太鼓、スカッシュ、吹き矢、トランポリン。長所は誰とでもすぐ話して仲良くなれる。
SNSを通じた発信が活発的で、TikTokへの漫才投稿も行っている。

小春 誠治（こはる せいじ、1959年2月21日 - ）（66歳）
ツッコミ・ネタ作り担当、立ち位置は向かって右。
福岡県出身。その後滋賀県、東京都と移住。血液型B型。
趣味はアニメ鑑賞、ゲーム、節約。特技は超節約術、バブルリング、催眠術。長所は人見知りしない。
小坂なおみ（大坂なおみのモノマネ芸人）がデビューするきっかけを作った。

## 略歴
桂子はNSCを最高年齢（当時78歳）で卒業した。キャッチフレーズは「いつポックリ逝くか分からないですが、三途の川を渡りきるまでよろしくお願いいたします」。
旧コンビ名「OPNU」の由来は「おとんが ポックリ 残された うちら」（Otonga Pokkuri Nokosareta Uchira）というもので、実際に桂子の夫及び誠治の父だった小春健治がいた（74歳で逝去）。
その後、2018年頃にコンビ名を元の由来に基づく「おとんがポックリ残されたうちら」へ改名するが、以降も個人の芸名として以前の略称を残していることもある。

## 芸風
葬式ネタなど、高齢を活かしたものが特徴。ファーストキッスは防空壕など戦時中の実体験ネタもある。舞台上に父・健治の遺影を持ち込み、「お父さんの顔と名前だけでも覚えて帰ってください」というツカミが定番となっている。
2人とも（特に桂子）高齢のためか台詞が覚えられないので誠治が録音機に予めネタを録音し、桂子がそれを聞きながら漫才などを演じる「だれでも漫才（お笑い）」を考案した。2019年のM-1グランプリでは2回戦まで進出。
現在は木魚とおりんを使ったリズム漫才で、息子が母にセリフをささやき母がそれを繰り返す「ささやき漫才」が主流

## 出演

### ライブ
- ワハハ本舗ショービズ
  - 押上 スカイツリーライブ
  - 中野 お笑いガチャ
  - 神楽坂 カリスマ芸人控え室
  - 下北沢 Emuson's
  - 阿佐ヶ谷 カウンターライブ
  - よしもと無限大ホール
  - 神保町よしもと漫才劇場

### テレビ
- トーキョーライブ22時（テレビ東京系列）
- 相葉マナブ（テレビ朝日系列）
- ニホンゴ 三壇蜜活用（東海テレビ）-「壇蜜の日本語ニュース」のコーナーにて出演
- ももクロChan〜Momoiro Clover Z Channel〜（テレビ朝日系列、KBS京都、サンテレビ、BS朝日）
- ニンゲン観察バラエティ モニタリング（TBS系列）
- スーパーJチャンネル（テレビ朝日系列）
- お金がなくても幸せライフ がんばれプアーズ!（テレビ東京系列）
- ぶっちゃけ告白TV!カミングアウト!（フジテレビ系列）
- ザ!世界仰天ニュース（日本テレビ系列）
- 歌う苦労人（テレビ朝日系列）
- たけしの健康エンターテインメント!みんなの家庭の医学（テレビ朝日系列）
- あのニュースで得する人損する人（日本テレビ系列）
- あらびき団（TBSテレビ）[6]
- AbemaTV「チャンスの時間」
- ニューヨークと蛙亭のキット、くる!!（テレビ神奈川）

### 映画
- また明日会いましょう
- 私の青へ
- Ceremony
- 親父んち
- 同窓会
- 口裂け女リターンズ

### CM
- ダービーグランプリ
- ジャパネットたかた

### PV
- 『Joy!!』（SMAP、2013年6月5日発売。コンビ結成前でありエキストラとして出演）

### DVD
- 『あらびき団復活記念公演~やっと地上波に帰ってきたSP2017』